# Frank López García
Frank Manuel López García (Cienfuegos, Cuba; 25 de febrero de 1995) es un futbolista cubano. Juega de delantero y su equipo actual es el Miami FC de la USL Championship.

## Trayectoria
López comenzó su carrera en su club local Cienfuegos antes de mudarse a Florida y jugar en la Miami Soccer Academy. Migró a los Estados Unidos luego de fugarse de una concentración de su selección durante el Preolímpico de Concacaf de 2015, junto con sus compañeros Emmanuel Labrada, Dairon Pérez y Yendry Torres.
El 15 de marzo de 2018 fichó por el LA Galaxy II de la USL Championship.
El 15 de julio de 2019, López se unió al San Antonio FC, a préstamo por el resto de la temporada.
Luego de un préstamo en el club, el 8 de febrero de 2022 fichó con el Rio Grande Valley FC.

## Clubes
| Club                              | País           | Año           |
| --------------------------------- | -------------- | ------------- |
| LA Galaxy II                      | Estados Unidos | 2018-2019     |
| San Antonio FC (préstamo)         | Estados Unidos | 2019          |
| Oklahoma City Energy FC           | Estados Unidos | 2020-2021     |
| Sacramento Republic FC (préstamo) | Estados Unidos | 2020          |
| Rio Grande Valley FC (préstamo)   | Estados Unidos | 2021          |
| Rio Grande Valley FC              | Estados Unidos | 2022-2023     |
| Miami FC                          | Estados Unidos | 2024-presente |